# Gustav Opfer
Gustav Opfer (* 21. Dezember 1876 in Düsseldorf; † 1957 ebenda) war ein deutscher Figuren-, Porträt- und Landschaftsmaler der Düsseldorfer Schule.

## Leben
Gustav Opfer war Stipendiat der Aders-Tönnies-Stiftung und Schüler der Kunstgewerbeschule Düsseldorf. An der Kunstakademie Düsseldorf ließ er sich von Eduard von Gebhardt unterrichten. Als Kunstmaler wohnte er in Düsseldorf-Stadtmitte (Bismarckstraße 44–46) und gehörte dem Künstlerverein Malkasten an.
In der Düsseldorfer Zeitung berichtete er 1911 über die „Ausstellung des Sonderbunds in der Kunsthalle“. Zu Otto Brandts und Otto Mosts 1914 erschienener Heimat- und Wirtschaftskunde für Rheinland und Westfalen steuerte er das Kapitel „Malerei“ bei. Für die Kunstzeitschrift Die Kunst für Alle schrieb er 1915 über „Wilhelm Schreuers Kriegsbilder“.